# 斯基普切
49°3′23″N 26°32′1″E / 49.05639°N 26.53361°E
斯基普切（羅馬化：Skipche）是位於烏克蘭西部的村莊，由赫梅利尼茨基州裡赫梅利尼茨基區的霍羅多克市鎮負責管轄。該村始建於1493年，面積3.34平方公里，海拔高度312米，2020年人口478。